# 電磁装甲
電磁装甲とは、戦車などの軍用車両に使用され、主装甲の外部に付け加えられる付加装甲の一種で、敵砲弾の車体命中時に電気や磁気の力でその威力を減衰、あるいは無効化するもの。2016年現在は開発中の軍事技術である。
ただし、SFに登場する、ローレンツ力で敵弾を物理的に弾き返す、いわゆる「電磁バリア」ではない。

## 概要
従来の装甲技術では、爆発反応装甲（ERA、Explosively Reactive Armo(u)r）の付随被害やタンデム成形炸薬弾、多重被弾などの対処能力の不足に対応するために、新しい装甲が戦闘車両に求められるようになっている。
イギリス国防省の防衛科学技術研究所（Dstl、Defence Science and Technology Laboratory）は新しい装甲戦闘車両の開発計画「将来迅速効果システム」（FRES、Future Rapid Effect System）を進めているが、それに含まれる装甲開発計画として、電磁装甲を開発中であると伝えられている。高速運動エネルギーに頼るAPFSDS弾や金属ジェットによって穿孔を図るHEAT弾に対しても、共に有効な防御手段として将来の実用化の期待がかけられているが、まだ研究段階の技術である。
2016年の現在、最新の軍事技術に属する電磁装甲の情報は断片的である。日本の防衛省技術研究本部のWebページにも図解入りで説明されている。現在判っている原理について以下に示す。

## 原理

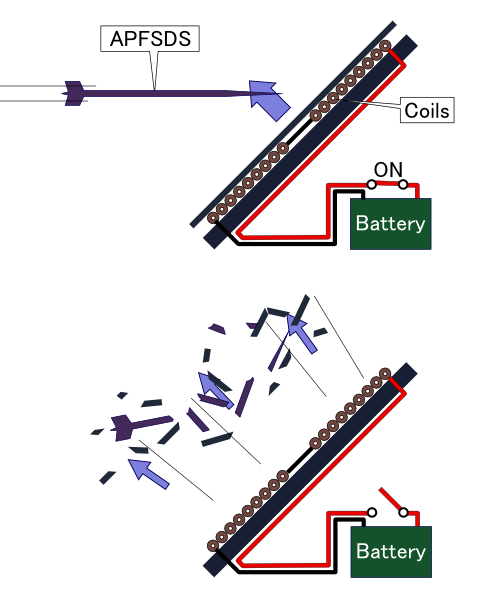
コイル方式

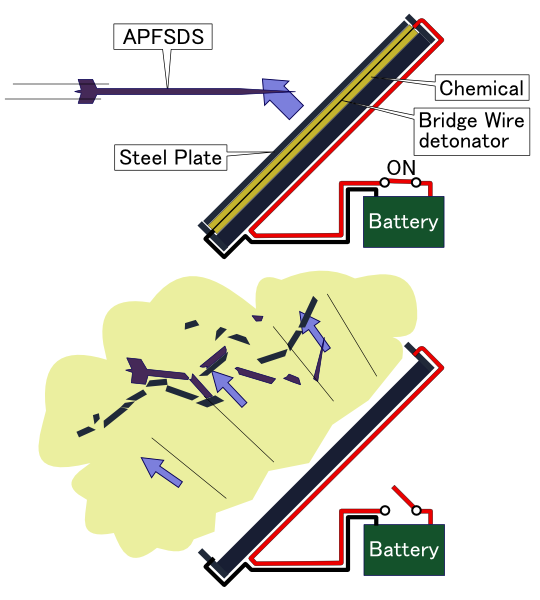
放電衝撃方式

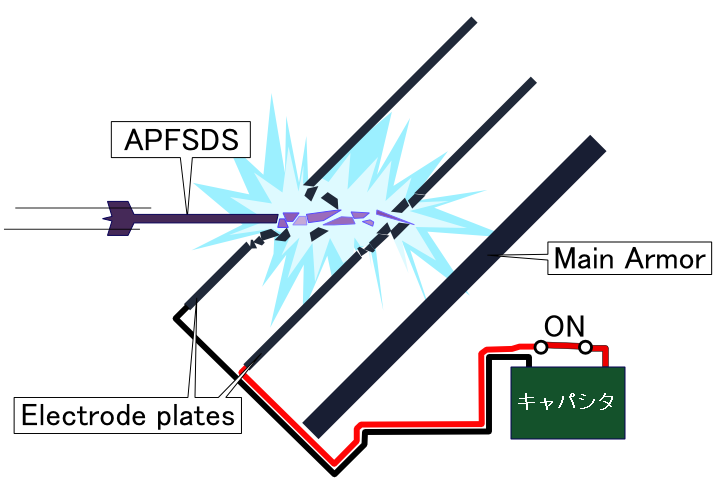
通電方式

電磁装甲の方式は2016年末の段階では3種類あると考えられている。
1. コイル方式
2. 放電衝撃方式
3. 通電方式

コイル方式と放電衝撃方式は、主装甲の外部に副装甲ともいえる金属製の防弾板を取り付け、これの飛翔によって敵のAPFSDS弾芯や自己鍛造貫徹体を斜め方向から当てる事で主装甲への貫徹力をそぐという点で似た方式である。共に、敵弾が装甲部に着弾する直前の瞬間をセンサによって感知し、電気回路の動作によって防弾板を飛ばす。コイル方式ではコイルの磁力を利用し、放電衝撃方式では化学剤の爆発的燃焼によって、防弾板を飛ばす。
敵弾を感知するセンサーの性能の実用化や、装甲に垂直な直撃弾は貫徹力を相殺し切れない点が弱点となる。また、結局は廃れつつある爆発反応装甲と同原理でしかなくわざわざ巨費を投じて新規開発する意義があるのか、「反作用で自車も傷つく」「飛散する防弾板が味方の随伴歩兵を殺傷する危険性がある」という爆発反応装甲の欠点まで同じなのではないか、という問題もある。
通電方式では、大電流を蓄えたキャパシタからの大電流によって、敵弾を流体化・気化させようというものである。主装甲の外部に2枚の金属板を間をあけて取り付け、これらの間にキャパシタからの数千ボルトの電圧をかけておく。コイル方式と放電衝撃方式とは違い、センサを必要とせず、導電性の敵弾が貫通した瞬間に2枚の金属板の間をショートさせることで回路が閉じられ、数千アンペアの大電流によって敵の弾芯や貫徹体をジュール熱によって溶かし、気化させる、又は突然流れる大電流によって生まれる電磁場によって横方向の力を与え弾芯や貫徹体を分断するというものである。
高電圧を印加するため、車内外への「漏電事故」の危険性も無視できない。また、大出力の電源を常時どう確保するかや生じる電磁ノイズや余剰熱が外部から探知される危険性・内部機器や乗員に与える悪影響も未検証である。
コイル方式と放電衝撃方式は、爆発反応装甲と同様に1度使用すればその箇所の付加装甲機能は失われるが、爆発反応装甲ほどの強力な爆散は発生しないので、主装甲や周囲への被害と車両内部への衝撃は限定的で済むと期待できる。通電方式では、被弾部の金属板に穴が開くが蓄電力が回復できれば付加装甲としての機能の喪失範囲が比較的小さく済み、周辺への被害も最小限で済むと期待できる。